# 딥 워터 (2022년 영화)
《딥 워터》(영어: Deep Water)는 2022년 공개된 미국의 에로 심리 스릴러 영화이다. 퍼트리샤 하이스미스의 동명 소설(〈심연〉)을 원작으로 에이드리언 라인 감독이 연출했고, 벤 애플렉, 아나 데아르마스 등이 출연했다.

## 줄거리
결혼 생활의 위기를 극복하기 위해 부부 빅터와 멀린다는 열린 관계를 시도하지만, 멀린다의 연인들이 하나둘 죽음을 맞이하자 빅터가 용의선상에 오른다.

## 출연진
- 벤 애플렉 - 빅터 밴앨런 역
- 아나 데아르마스 - 멀린다 밴앨런 역
- 트레이시 레츠 - 돈 윌슨 역
- 그레이스 젱킨스 - 트릭시 밴앨런 역
- 대시 마이혹 - 조너스 퍼낸데즈 역
- 레이철 블랜처드 - 크리스틴 피터슨 역
- 크리스틴 코널리 - 켈리 윌슨 역
- 제이컵 엘로디 - 찰리 더라일 역
- 릴 렐 하워리 - 그랜트 역
- 브렌던 C. 밀러 - 조엘 대시 역
- 제이드 퍼낸데즈 - 젠 퍼낸데즈 역
- 핀 위트록 - 토니 캐머런 역